# 魚津産業フェア
魚津産業フェア（うおづさんぎょうふぇあ）は、富山県魚津市のありそドームおよび海の駅蜃気楼にて毎年秋に開催されるイベントである。通称は『〇〇魚津』（まるまるうおづ）

## 概要
2005年10月29日、10月30日に第1回が開催された。それまで存在していた『魚津商工フェア』および『魚津うまいもん祭り』を一体化したもので、初年度はのべ4万7,000人が来場した。
魚津市内の商工業・農林水産業を一堂に集めて行われるイベントである。ありそドーム会場は物販や展示PR、飲食などのブースやステージイベントが実施される他、魚津市や魚津商工会議所と友好・姉妹都市である岡山県井原市、岐阜県高山市、山形県米沢市のブースもある。海の駅蜃気楼では鮮魚や塩干物、飲食などのブースを中心に、体験型イベントも行われる。両会場へは無料タクシーにより連絡する。